# Huhmari
Huhmari är en tätort (finska: taajama) i Vichtis kommun i landskapet Nyland i Finland. Vid tätortsavgränsningen den 31 december 2021 hade Huhmari 327 invånare och omfattade en landareal av 2,92 kvadratkilometer.